# Hagai

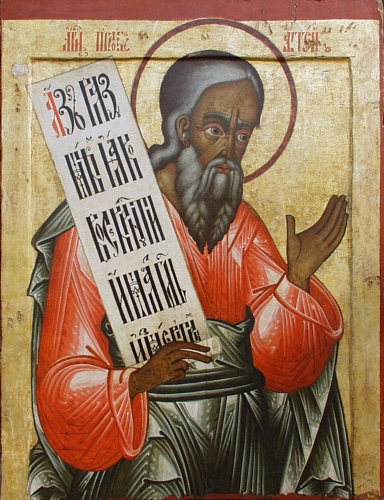
Pictură rusească cu proorocul Agheu

Hagai  (ebraică: חַגַּי‎, Ḥaggay sau Hag-i, hag are sensul de sărbătoare) este un personaj biblic, al zecelea dintre cei 12 profeți minori; este primul dintre așa-zișii „profeți ai reconstrucției”, autorul cărții biblice „Hagai”. Este urmat de profeții Zaharia și de Maleahi. Termenul Hagai în ebraică înseamnă Sărbătorile mele.
Despre Hagai se știe puțin. S-a născut în timpul captivității babilonice și s-a întors în patrie cu primii exilați pe care regele persan Cyrus al II-lea cel Mare (538 î. Cr.) îi eliberează din robia babilonică. Aici însă evreii au găsit numai ruine. În același timp în Persia (din 529 în 520 î.e.c.) au izbucnit violente dezordini care s-au încheiat numai odată cu venirea lui Darie (Darius).

## Cartea Hagai
Timpul scrierii cărții sale este aproximativ 520 î.Cr. Scurtele selecții ale cărții sunt datate între lunile august-decembrie 520 î.Cr.

## Cuprinsul cărții
Cartea lui Hagai are drept temă reluarea lucrărilor de construcție a templului din Ierusalim. Cele patru cuvântări au fost rostite în anul 520 î.Cr; motivul a fost atitudinea de indiferență și descurajare a poporului evreu în fața piedicilor care trebuiau înfruntate.
1. În prima cuvântare (cap. 1, versetele 1-15) Hagai se adresează guvernatorului Zorobabel și arhiereului Iosua cu scopul de a combate ideea care circula în popor că încă "nu a venit vremea de a zidi casa lui Yahwe" (1,2).
2. În cuvântarea a doua (cap. 2, versetele 1-9), care este un anunț escatologic de mântuire, profetul încurajează poporul la lucru, anunță gloria viitoare a noului templu (2, 7-9).
3. În a treia cuvântare (cap. 2, versetele 10-19), încă o dată, profetul încurajează pe lucrători, din momentul când templul a început a se zidi, totul se va schimba, fiind și o promisiune de prosperitate agricolă.
4. În a patra cuvântare (cap. 2, versetele 20-23) se adresează lui Zorobabel în mijlocul prăbușirii generale a națiunilor, Zorobabel va fi prins sub ocrotirea lui Yahwe. Este o vădită așteptare escatologică legată de persoana lui Zorobabel.

Hagai este susținătorul neobosit al necesității reconstruirii Templului, unde se poate avea binecuvântarea Domnului și este oferită posibilitatea de a rămâne în fidelitate față de Alianța, pe care YHWH n-a renegat-o niciodată. Hagai este „sentinela” care prospectează exigențele coerenței: om de neclintită credință.

## Valoarea doctrinară a cărții
Hagai amintește dreptul absolut de întâietate a lui Yahwe cu privire la restaurarea casei sale. Dumnezeu a pus la încercare prin suferință și necazuri pe poporul său care însă îi aduce binecuvântarea sa dacă se hotărăște să împlinească voia Lui.